# GMA Dove Award
Un Dove Award est un prix attribué par la Gospel Music Association (GMA) pour récompenser des réalisations exceptionnelles dans l'industrie de la musique chrétienne. Les prix sont remis chaque année durant une cérémonie officielle : les GMA Dove Awards, qui ont lieu à Nashville (Tennessee). L'association récompense des groupes et artistes dans des catégories variées comme le gospel, le rock chrétien, la CCM, le hip-hop chrétien, et l'urban.

## Historique

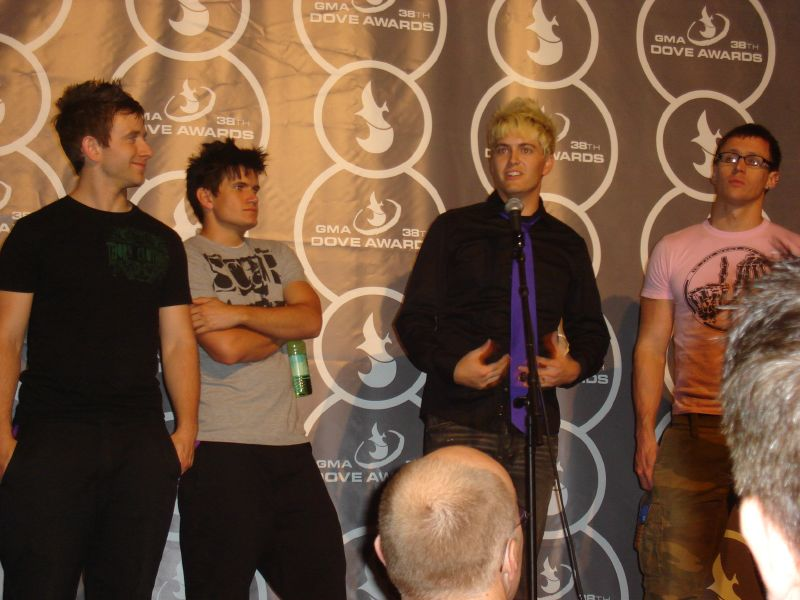
Le groupe Stellar Kart, lors d’une conférence de presse, après les GMA Dove Award à Nashville (Tennessee), États-Unis, en 2007

À l'origine, l'idée des Dove Awards est celle du chanteur et compositeur Bill Gaither, qui l'a proposée à la Gospel Music Association durant une réunion de 1968. C'est Bill Gaither qui a proposé que le prix soit représenté par une colombe, quant au design du prix lui-même, il est dû au chanteur Les Beasley. Les premiers GMA Dove Awards se sont déroulés à Memphis, Tennessee en octobre 1969. Cependant, depuis 1971, la cérémonie a lieu à Nashville, Tennessee (hormis en 2012 où ils eurent lieu à Atlanta, Géorgie) .
La cérémonie est généralement diffusée en direct par Trinity Broadcasting Network .

## Catégories de récompenses
Elles sont au nombre de 42 en 2020.

### Catégories principales
Ces huit premières récompenses sont les plus prestigieuses. Elles ne concernent pas des genres musicaux particuliers mais plutôt des performances remarquables:
- Chanson de l'année (catégorie 1)
- Auteur-compositeur de l'année (catégorie 2)
- Auteur-compositeur de l'année (non artiste) (catégorie 3)
- Artiste de CCM de l'année (catégorie 4)
- Artiste de southern gospel de l'année (catégorie 5)
- Artiste de Gospel de l'année (catégorie 6)
- Artiste de l'année (catégorie 7)
- Nouvel artiste de l'année (catégorie 8)
- Producteur de l'année (catégorie 9)

### Chansons
- Chanson rap/hip hop de l'année (catégorie 10)
- Chanson rock de l'année (catégorie 11)
- Chanson rock contemporain de l'année (catégorie 12)
- Chanson pop contemporain de l'année (catégorie 13)
- Chanson inspirée de l'année (catégorie 14)
- Chanson de southern gospel de l'année (catégorie 15)
- Chanson bluegrass de l'année (catégorie 16)
- Chanson country de l'année (catégorie 17)
- Chanson de gospel contemporain/urban de l'année (catégorie 18)
- Chanson de gospel traditionnel de l'année (catégorie 19)
- Chanson de louange de l'année (catégorie 20)

### Albums
- Album rap/hip hop de l'année (catégorie 21)
- Album rock de l'année (catégorie 22)
- Album rock contemporain de l'année (catégorie 23)
- Album pop contemporain de l'année (catégorie 24)
- Album inspiré de l'année (catégorie 25)
- Album de southern gospel de l'année (catégorie 26)
- Album bluegrass/country de l'année (catégorie 27)
- Album de gospel contemporain/urban de l'année (catégorie 28)
- Album de gospel traditionnel de l'année (catégorie 29)
- Album pour les enfants de l'année (catégorie 30)
- Album en espagnol de l'année (catégorie 31)
- Album de Noël de l'année (catégorie 33)
- Album de louange de l'année (catégorie 34)

### Autres
- Comédie musicale de l'année (catégorie 35)
- Comédie musicale pour enfant de l'année (catégorie 36)
- Comédie musicale avec chorale de l'année (catégorie 37)
- Pack musical de l'année (catégorie 38)
- Court-métrage de l'année (catégorie 39)
- Long-métrage de l'année (catégorie 40)
- Film inspirant de l'année (catégorie 41)